# José Berghmans
 (septembre 2012).
Si vous disposez d'ouvrages ou d'articles de référence ou si vous connaissez des sites web de qualité traitant du thème abordé ici, merci de compléter l'article en donnant les références utiles à sa vérifiabilité et en les liant à la section « Notes et références ».
José Berghmans est un compositeur et musicologue français né à Moulins (Allier) le 15 juillet 1921 et mort à Éclaibes (Nord) le 8 mai 1992.

## Biographie
Né en France de père belge et de mère française dans une famille dont la branche maternelle comptait de nombreux musiciens, José Berghmans se destine tout d'abord à l'étude de direction d'orchestre. Il entreprend l'étude de l'harmonie, du contrepoint, de la fugue et de l'instrumentation avec Francis de Bourguignon au Conservatoire royal de Bruxelles. Il y rencontre Safford Cape, musicien américain naturalisé belge et fondateur, plus tard, du groupe Pro Musica Antiqua, avec lequel il développe un goût pour une musique « autre ».
Il poursuit ses études au Conservatoire national supérieur de musique et de danse de Paris dans la classe d'analyse et d'esthétique d'Olivier Messiaen et dans celle de composition de Tony Aubin. Il y remporte le 1er prix d'analyse en 1951 et le 1er prix 1er nommé en composition l'année suivante.
En 1956, il est appelé, sous l'impulsion d'Elsa Barraine, à exercer la charge d'Inspecteur général de la musique et, à ce titre, il produit une étude comparative des systèmes d'enseignement de l'écriture musicale en France et aux États-Unis.
Son activité de compositeur l'amène à travailler autant en Belgique qu'en France, pour le cinéma et le théâtre (dont le Théâtre royal des Galeries de Bruxelles). Résidant pendant la majeure partie de sa vie professionnelle à Béthemont-la-Forêt (Val-d'Oise), il occupe le poste de chef d'orchestre et de directeur musical à l'Odéon-Théâtre de France, sous la direction de Jean-Louis Barrault de 1959 à 1968.
Il travaille par la suite avec des metteurs en scène français et étrangers de théâtre, de cinéma et de télévision comme Benno Besson, Matthias Langhoff, Jean-Marie Piquint, Manfred Karge, José Valverde et Jean Prat. Créateur de ballets pour Lazzini et surtout Serge Keuten, il compose également de nombreuses œuvres pour diverses formations instrumentales : sonates, musique de chambre, concertos et œuvres symphoniques.
De 1979 à 1982, il effectue des recherches sur les musiques des Andes (Équateur, Pérou, Bolivie, Colombie) en tant que conseiller de l'UNESCO, créant un système « universel » de notation musicale convenant pour transcrire toutes les formes de musique connues, aussi bien les musiques dites ethnologiques du tiers-monde que les musiques occidentales, anciennes et modernes. Il s'agit d'une écriture unifiée convenant aussi bien à la métrique et à la tonalité de la musique européenne qu'aux échelles musicales et aux tonalités des musiques non européennes. Ce système a été officiellement présenté à Bruxelles, au Centre de conférence Albert Borschette de la Commission européenne sous les auspices de l'UNESCO. Pendant près de vingt-cinq ans, il réside et travaille dans sa résidence de Béthemont-la-Forêt, au nord de Paris, où il possède son propre studio de musique électronique.

## Citations
« Voici donc la situation de la création musicale contemporaine: de la pauvreté simpliste de la musique populaire à l'enfermement des créateurs contemporains avec, au centre, le marais des amateurs de musique classique dont l'éclectisme ne s'aventure guère au-delà de Stravinsky, Debussy ou Ravel.
Je suis un créateur de musique contemporaine. Au cours de ma carrière de compositeur et de chef d'orchestre, j'ai touché à tous les genres de création et de recherche musicale, de la musique de films cinématographiques à l'ethnomusicologie, de la musique de théâtre, de ballet, à la musique électronique. Cette situation dans laquelle se trouve la musique contemporaine ne me paraît pas acceptable. La musique stagne et qui dit stagnation, dit régression. Je sais pourtant que cette désaffection du public n'est pas irrémédiable. Il suffirait qu'on lui offre une musique aux dimensions plus humaines, une musique qui soit plus proche de la syntaxe fondamentale des échanges inter-humains, une musique qui s'adresse à l'homme sans perdre de vue son essence de chose pensante »

— José Berghmans[réf. nécessaire]
À propos de son opéra-comique Gabriel, cher Gabriel:

« La musique de Berghmans sait être lyrique et canaille à souhait, ne cherchant pas midi à quatorze heures, elle sonne juste. Elle sait être simple sans être simpliste et savante sans arrière-goût de laboratoire. Vouloir n'être qu'un aimable divertissement tient de l'héroïsme de nos jours... »

— Jean Cotte, France Soir (6 mai 1976)

« La partition de José Berghmans, auteur d'un grand nombre de musiques de scène et de film, est celle d'un homme de métier sachant toujours tirer le maximum des instruments mis à sa disposition pour créer un climat dramatique, avec un sens de l'opéra qui, s'il reste traditionnel, est efficace sans la moindre vulgarité »

— Gérard Condé, Le Monde (9-10 mai 1976)
À propos de son Concertino pour trombone et orchestre:

« Parmi les morceaux de concours imposés au Conservatoire de Paris, nous signalerons aujourd'hui une pièce très intéressante, une pièce de concert, le Concertino pour trombone et orchestre de José Berghmans, que l'on doit conseiller de façon pressante aux jeunes gens se préparent à affronter les épreuves d'entrée au Conservatoire. Ce Concertino en trois parties contient une Aria très expressive qui permet la mise en valeur du phrasé avec cette ampleur sonore, cette large générosité qui semblent avoir été un peu négligées et que l'on trouve avec une richesse de sonorité plus ou moins pure chez les instrumentistes de jazz »

— Éric Sarnette, Revue de l'édition musicale, 1956

## Œuvres

### Musique instrumentale
| Année     | Œuvre | Description                                  | Information | Durée               |
| --------- | --- | -------------------------------------------- | --- | ------------------- |
| 1951      | Symphonie en Fa | Musique orchestrale                          | | 35 min              |
| 1951      | Concerto grosso pour cor, trompette, trombone, soli, orchestre à cordes et percussion | Musique orchestrale                          | Créé à l'O.R.T.F. en 1953 |                     |
| 1954      | Concertino pour trombone | Musique orchestrale                          | - Œuvre imposée au concours du C.N.S.M. de Paris et lors de divers concours de solistes d'orchestre. - Créé au concert par Maurice Suzan avec l'Orchestre Symphonique de Paris (O.R.T.F.) direction Serge Baudo           | 20 min environ      |
| 1956      | Tableaux forains sept solos pour cor, clarinette, hautbois, trombone, flûte, basson et trompette avec accompagnement de piano ou d'orchestre de chambre - Les Lutteurs pour cor en Fa - Le Fil-de-ferriste pour clarinette en si b - Le Labyrinthe pour hautbois - La Femme à barbe pour trombone - Les Favorites du Sultan pour flûte - Les Oursons savantes pour basson - La Chenille pour trombone | Musique orchestrale (de chambre)             | - Créé à l'orchestre de Cincinnati en 1958, direction Thor Johnson - Créé en France par l'Orchestre symphonique des Pays de Loire en 1976 et 1977, direction André Girard à l'occasion des animations musicales scolaires | 23 min              |
| 1973      | Concerto lyrique pour saxophone alto et orchestre symphonique | Musique orchestrale                          | Œuvre imposée au concours d'interprétation musicale d'Aix-Les-Bains 1974 | 15 min              |
| 1981      | Concertation, dialogue symphonique pour flûte et orchestre - 2e mouvement Cantilène pour flûte indienne, flûte à bec ou flûte alto ad libitum | Musique orchestrale                          | Créé à Quito en 1982 par Luciano Carrera et repris de nombreuses fois en Amérique du Sud | 25 min              |
| 1987-1991 | In Memoriam E. Verhulst, pour violon et orchestre - 1. Trène, - 2. interlude - 3. rhapsodie | Musique orchestrale                          | Créé en 1992 par R. Szreder, violon et Orchestre Symphonique du Conservatoire Royal de Mons (Belgique) sous la direction de J. M. Quenon                                                                                  | 25 min              |
| 1950      | Quatuor a cordes | Musique instrumentale                        | |                     |
| 1950      | Le Jet d'eau, mélodie pour Soprano (texte de Baudelaire) | vocal                                        | |                     |
| 1967      | Les Mariations de mai pour orchestre à cordes | Musique instrumentale                        | Commandé et créé par André Girard pour le Mai de Versailles en 1967 | 18 min              |
| 1976-77   | Septuor chorégraphique pour saxophone-ténor solo, piano concertant et cinq percussionnistes | Musique instrumentale                        | sept mouvements | 45 min              |
| 1979      | Amérindia trio pour flûte, piano et percussion - I) La Mitad del Mundo I - II) Quilotoa, lac de cratère immense qui reflète l'image changeante du ciel - III) Ingapirca, le bain de l'Inca - IV) Cotopaxi, volcan, montagne idéale à la cime enneigée - V) La Mitad del Mundo II. Coda. | Musique instrumentale                        | en hommage à l'Équateur |                     |
| 1982-83   | Trois inventions à une voix pour violon seul | Musique soliste (violon)                     | |                     |
| 1985      | Questions à Socrate quatuor pour flûte en sol, 2 altos et violoncelle | Musique instrumentale (quatuor)              | |                     |
| 1990      | Fanfares burlesques et mystérieuses pour quintette de cuivres | Musique instrumentale (quintette)            | Cinq hommages aux poètes: Rabelais, Claudel, S. Brandt, V. Hugo, Shakespeare |                     |
| 1992      | Quatre propositions pour huit violoncelles - 1. Lyrique - 2. Mécanique - 3. Pour un adage - 4. Pour conclure | Musique instrumentale (octuor)               | Commandé et créé par l'ensemble Tempo di Cello de Montréal (Canada) en 1992 |                     |
| 1953      | La Jeune Fille au grenier | Musique lyrique                              | Commande du Capitole de Toulouse |                     |
| 1985      | Le Bal des ardents, Montage patchwork d'extraits de musique de scène, de musique symphonique, électronique et concrète. | Musique de ballet                            | Paraphrase chorégraphique de la Grande Pitié du Royaume de France - drame de Maurice Clavel |                     |
| 1967-68   | Ecce Homo pour sept percussionnistes et orchestre symphonique | Musique de ballet                            | Commande de l'Opéra de Marseille. Créé en janvier 1968. Repris ensuite par de très nombreuses troupes de théâtre et compagnies de ballet autonomes                                                                        |                     |
| 1968-69   | Ishtar | Musique de ballet                            | Commande de l'Opéra de Marseille |                     |
| 1968-70   | Caryl Chessman opéra en deux parties | Opéra                                        | Commande du Ministère des Affaires Culturelles sur un livret de Françoise Mallet-Joris | 2 heures 15 minutes |
| 1975-76   | Gabriel, cher Gabriel | Opéra comique de Chambre                     | Livret de E. Rey de Villette. Commande du C.L.P.F. Créé en mai 1976 au Théâtre Gérard Philippe de Saint Denis | 55 min environ      |
| 1977      | Les Odes sibyllines pour alto solo, chœur mixte, deux pianos et trois percussions | Musique lyrique                              | | 12 min              |
| 1978      | El Danzante pour solistes, chœur et orchestre en deux parties | Oratorio ballet                              | Commandé par la Compagnie Nationale de Danza de Quito (Équateur). Créé à Quito (1979) par l'Orchestre Symphonique National et les chœurs de Loja. Direction Ernesto Xancó                                                 |                     |
| 1980      | L’Éloge de l'amour ballet en quatre parties | Musique de ballet                            | Créé par la Compagnie Serge Keuten au Festival d'Athènes de 1980 |                     |
| 1981      | Vendredi ou les Limbes du Pacifique | Musique de ballet                            | D'après l'œuvre de Michel Tournier pour le Chapiteau français de danse |                     |
| 1984      | Bjouron | Musique de ballet pour enfants               | Commandé par Ch. Taullele | 45 min              |
| 1989-90   | Le Beffroi du Diable | Musique de ballet pour enfants avec chansons | D'après une Histoire extraordinaire d'Edgar Allan Poe. Créé par la Compagnie Serge Keuten | 1 heure 15 min      |
| 1981      | Vendredi ou les Limbes du Pacifique, électroacoustique avec percussions | Musique électroacoustique (mixte)            | Institut de psychoaccoustique et Musique Électronique - Université de Gand (I.P.E.M.) |                     |
| 1983      | Kroukrou, divertissement funèbre à la mémoire d'un iule | Musique électroacoustique                    | I.P.E.M. de Gand | 9 min               |
| 1984      | Bjoroun, électroacoustique avec percussions | Musique électroacoustique (mixte)            | I.P.E.M. |                     |
| 1989-90   | Le Beffroi du Diable, électronique et chant d'enfants | Musique électronique (mixte)                 | |                     |

### Théâtre, Cinéma, Télévision
(principales œuvres parmi plus de 60 films et une trentaine d'œuvres de musique de scène)
- 1963 : La Trilogie de Paul Claudel (L'Otage, Le Pain dur, Le Père humilié).
- 1964-1965 : Lucrèce Borgia de Victor Hugo, mise en scène Bernard Jenny pour le Théâtre du Vieux-Colombier, Festival du Marais, Grand Théâtre romain Lyon, Festival de Montauban et Théâtre des Galeries  de Bruxelles.
- 1965 : Numance pour Jean-Louis Barrault à l'Odéon.
- 1965 : Liola de Luigi Pirandello au Vieux-Colombier
- 1966 : Meurtre dans la cathédrale avec Maurice Cazeneuve
- 1968 : Les Paravents de Jean Genet à l'Odéon.
- 1968 : Antoine et Cléopâtre pour la télévision.
- 1971 : Le deuil sied à Électre, trilogie d'Oneil pour l'O.R.T.F.
- 1973 : Liola de Luigi Pirandello au Théâtre de la Commune.
- 1977 : Hamlet pour Benno Besson (Avignon).
- 1986 : Don Juan pour la Comédie de Genève et le Burgtheater de Vienne.
- Pour  Jean Prat (télévision) L'Espagnol (1975) de Bernard Clavel, Le Tambour du Bief, L'Envolée Belle, Le Destin de Rossel, ainsi que l'orchestration des Perses et une de ses dernières productions: L'Ensorcelée (1980) d'après Barbey D'Aurevilly.
- Pour Benno Besson à Berlin, Vienne, Genève, Zurich, Avignon, Paris il compose entre autres: Hamlet, Le Malade Imaginaire, Don Juan, Le Dragon et bien d'autres.
- La Guerre des boutons 1962, musique pour le film de long métrage d'Yves Robert.
- Les Copains  1964, musique pour le film de long métrage d'Yves Robert
- L'ironie du sort 1974, musique pour le film de long métrage d'Édouard Molinaro
- À hauteur d'homme 1981, musique pour le film de long métrage de  Jean-Marie Piquint
- Pour José Valverde au Théâtre Gérard-Philipe de Saint-Denis, musique pour des œuvres de Goldoni, Mirabeau et Shakespeare.

### Écrits
- José Berghmans, Les Systèmes d'enseignement des classes d'écriture musicale américaines face à l'école française. Rapport remis à la Direction des arts et lettres en 1956.
- José Berghmans, « A music stave for the notation of different musics », Journal of New Music Research, volume 12, n,°4, décembre 1983, p. 525-540

### Éditions musicales
- Les Variations de mai, éd. A. Leduc
- Concerto grosso pour trois cuivres, A. Leduc
- Concertino pour trombone, A. Leduc
- Tableaux forains, A. Leduc
- Concerto lyrique pour saxo alto, E.F.M. Billaudot
- Septuor chorégraphique, Choudens
- Gabriel, cher Gabriel (opéra-comique de chambre), Choudens
- Caryl Chessman (opéra), Boosey-Hawkes

### Discographie
- José Berghmans : bande originale de la musique du film La Guerre des boutons d'Yves Robert, Phillips, 1962
- José Berghmans, Georges Brassens : bande originale du film Les Copains d'Édouard Molinaro, Philips, 1965
- John Mack, hautbois. Œuvres de Saint-Saens, Poulenc, Martin, Jacques Widerkehr, José Berghmans et Marcel Bitsch Mastersound, février 1994.